# Aéroport international Charlotte-Douglas
L'aéroport international de Charlotte-Douglas (code IATA : CLT • code OACI : KCLT) est un aéroport qui dessert la ville de Charlotte en Caroline du Nord aux États-Unis.
C'est le premier aéroport de cet État et le 27e au monde pour le trafic passagers (classement 2015).
L'aéroport constituait la troisième plate-forme de correspondance (hub) d'US Airways avant la fusion de celle-ci avec American Airlines en 2013. Aujourd'hui, CLT est un des hubs de la compagnie américaine.

## Histoire
Il a été créé en 1935 sous le nom de Charlotte Municipal Airport puis renommé en 1954 en Douglas Municipal Airport. Il a pris son nom actuel en 1982.

## Situation

### Carte des 30 principaux aéroports américains
| \| 500 km1:17 479 000 \| Atlanta Los Angeles Chicago · O'Hare Chicago · Midway Dallas · Fort Worth New York · JFK Newark · Liberty New York-LaGuardia Denver San Francisco Charlotte Las Vegas Phoenix Miami Houston Seattle Orlando Minneapolis · Saint-Paul Boston Détroit Philadelphie Fort Lauderdale · Hollywood Baltimore Washington · R. Reagan Washington · Dulles Salt Lake City San Diego Honolulu Tampa Portland |
| 500 km1:17 479 000 |

### Carte des aéroports de Caroline du Nord
| \| 50 km1:11 286 000 \| Jacksonville Asheville Charlotte New Bern Fayetteville Greensboro Greenville Raleigh · Durham Wilmington |
| 50 km1:11 286 000 |

## Galerie

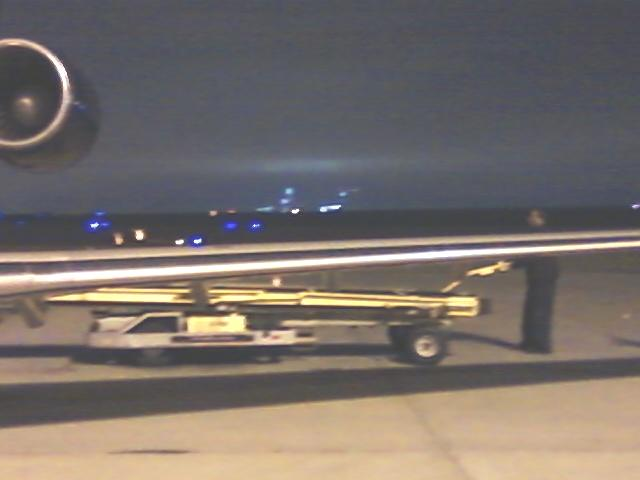
Au loin, la ville de Charlotte.
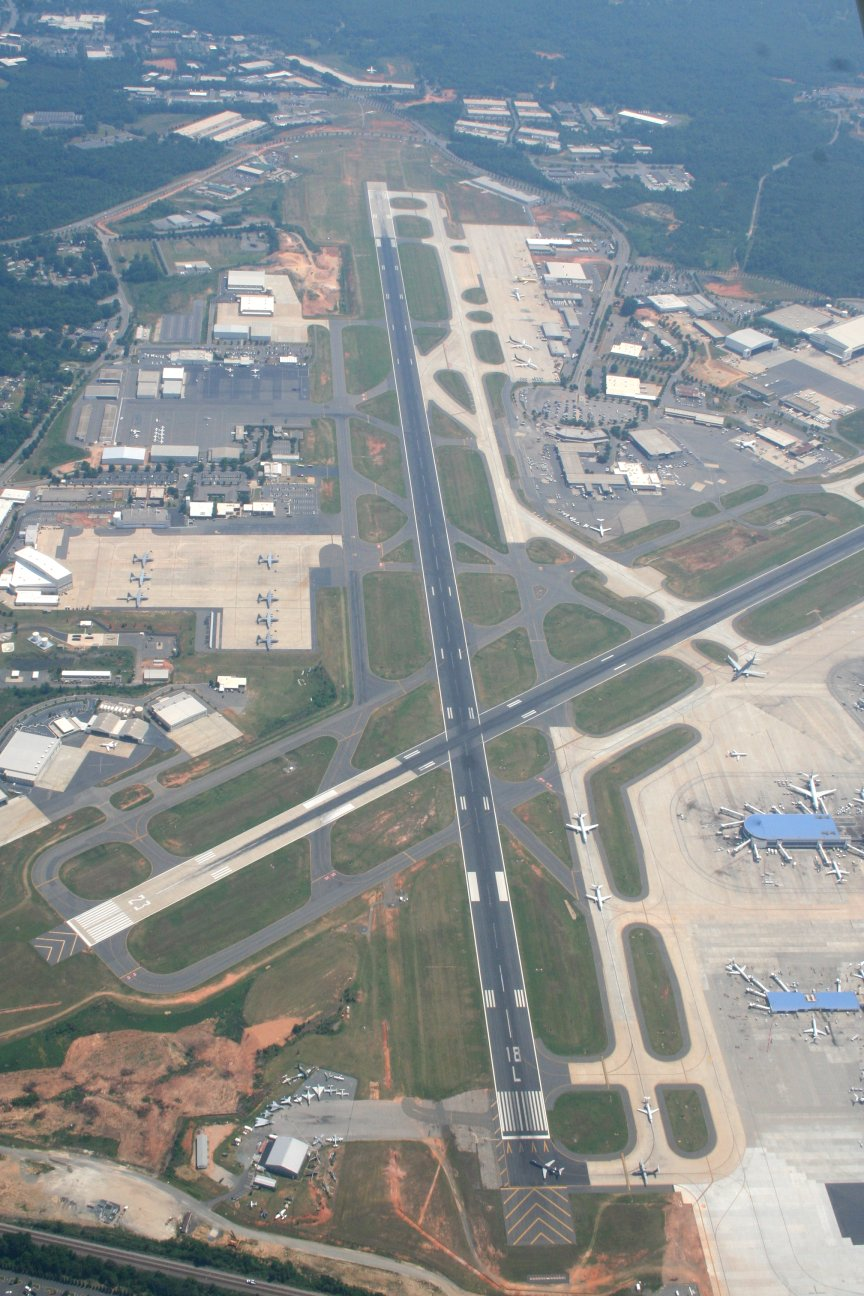
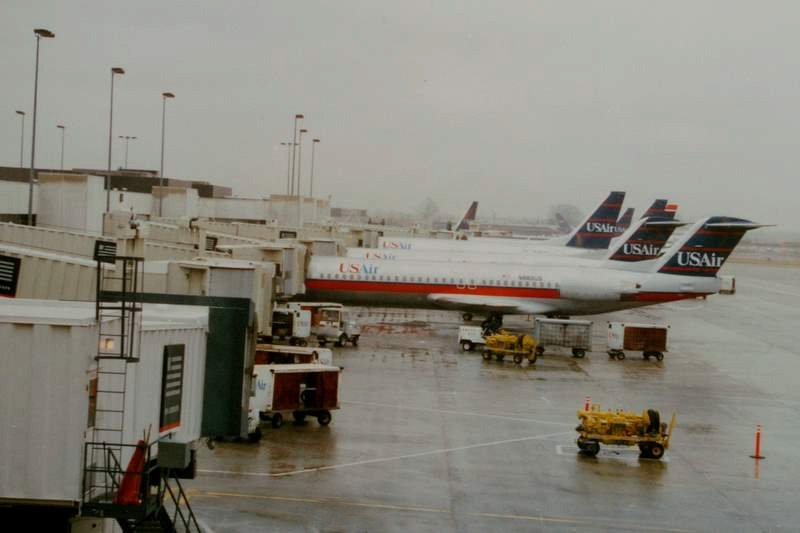

## Statistiques
Pour des raisons techniques, il est temporairement impossible d'afficher le graphique qui aurait dû être présenté ici.

Voir la requête brute et les sources sur Wikidata.

## Compagnies et destinations
Il dessert la plupart des villes américaines, en tant que « hub » intérieur, mais aussi plusieurs destinations internationales comme Paris (aéroport de Roissy-Charles de Gaulle) avec la compagnie American Airlines et Londres.
| Compagnies           | Destinations | Refs   |
| -------------------- | --- | ------ |
| Air Canada Express   | Toronto (Pearson) | [ 1 ]  |
| American Airlines    | - Albany, - Aruba-Reine-Beatrix, - Asheville, - Atlanta H.-Jackson, - Austin-Bergstrom, - Baltimore-T. Marshall, - Bridgetown-Grantley-Adams, - Hamilton-L.F. Wade, - Boston Logan, - Buffalo-Niagara, - Cancún, - Cedar Rapids, - Charleston, - Charlotte Amalie - Cyril E. King, - Chicago-O'Hare, - Cincinnati-Northern Kentucky, - Cleveland-Hopkins, - John Glenn Columbus, - Curaçao, - Dallas-Fort Worth, - Daytona Beach, - Denver, - Des Moines, - Fort Walton-Nord Floride, - Détroit, - Nord-ouest de l'Arkansas, - Fort Lauderdale-Hollywood, - Fort Myers, - Francfort, - Grand Cayman-O. Roberts, - Grand Rapids-G. R. Ford, - Greensboro (en), - Greenville-Spartanburg, - Harrisburg (Middletown), - Hartford-Bradley, - Houston-George Bush, - Indianapolis, - Jacksonville, - Kansas City, - Key West, - Knoxville-McGhee Tyson (en), - Lambert-Saint Louis, - La Nouvelle-Orléans-L. Armstrong, - Las Vegas-Harry-Reid, - Lexington-Blue Grass (en), - Liberia-D.-Oduber, - Little Rock-Clinton, - Londres-Heathrow, - Los Angeles, - Louisville-Standiford Field, - Madison (comté de Dane), - Madrid-Barajas, - Memphis, - Mexico-B. Juárez, - Miami, - Milwaukee-General Mitchell, - Minneapolis-Saint-Paul, - Montego Bay-Donald Sangster, - Munich-F. J. Strauß, - Myrtle Beach, - Nashville, - Nassau L. Pindling, - Newark-Liberty, - New York-John F. Kennedy, - New York-LaGuardia, - Norfolk, - Oklahoma City (Will Rogers-World), - Omaha-Eppley, - Ontario, - Orlando, - Palm Beach, - Pensacola, - Philadelphie, - Phoenix-Sky Harbor, - Pittsburgh, - Portland (Maine), - Portland, - Providence-T. F. Green, - Providenciales, - Punta Cana, - Raleigh-Durham, - Richmond-Byrd Field, - Rochester (État de New York), - Sacramento, - Sainte Lucie-Hewanorra, - Saint-Martin - Princesse-Juliana, - Salt Lake City, - San Antonio, - San Diego, - San Francisco, - San José-J. Santamaría, - San Juan - Luis-Muñoz-Marín, - Santa Ana-J. Wayne, - Sarasota-Bradenton, - Savannah, - Seattle-Tacoma, - Sioux Falls, - Syracuse-Hancock, - Tampa, - Toronto (Pearson), - Tulsa (en), - Tulum, - Washington-Reagan, - Wilkes-Barre/Scranton, - Wilmington (en) En saison : - Bangor, - Belize City-P. S. W. Goldson, - Bozeman Yellowstone (en), - Burlington, - Calgary, - Christiansted - H. E. Rohlsen, - Cozumel, - Dublin, - George Town-Exuma, - Jackson Hole, - Los Cabos, - Manchester (New Hampshire), - Paris-Charles de Gaulle, - Plages du nord-ouest de la Floride, - Puerto Plata - Gregorio Luperón, - Rapid City, - Rome Léonard-de-Vinci/Fiumicino, - Saint-Christophe-et-Niévès, - Saint-Georges - Maurice-Bishop, - Saint John's-V. C. Bird, - Saint-Vincent-Argyle, - Spokane, - Vancouver, - Washington-Dulles | " "    |
| American Eagle       | - Akron-Canton, - Allentown-Bethlehem-Easton, - Appleton-Outagamie, - Asheville, - Atlanta H.-Jackson, - Agra, - Bangor, - Baton Rouge, - Birmingham-Shuttlesworth (en), - Burlington, - Cedar Rapids, - Charleston, - Charleston-Yeager, - Charlottesville, - Chattanooga (en), - Cincinnati-Northern Kentucky, - Cleveland-Hopkins, - Columbia Metropolitan, - John Glenn Columbus, - Dayton, - Daytona Beach, - Des Moines, - Fort Walton-Nord Floride, - Erie (en), - Evansville (en), - Nord-ouest de l'Arkansas, - Fayetteville (en), - Florence (en), - Fort Wayne (en), - Grand Bahama-Freeport, - Gainesville, - George Town-Exuma, - Greater Peoria (en), - Greensboro (en), - Pitt-Greenville (en), - Greenville-Spartanburg, - Gulfport-Biloxi, - Harrisburg (Middletown), - Hilton Head Island, - Huntington (Tri-State/Milton), - Huntsville (en), - Indianapolis, - Jackson-Evers, - Jacksonville, - Jacksonville (en), - Key West, - Knoxville-McGhee Tyson (en), - Lafayette, - Lexington-Blue Grass (en), - Little Rock-Clinton, - Louisville-Standiford Field, - Lynchburg (en), - Manchester (New Hampshire), - Orlando-Melbourne, - Milwaukee-General Mitchell, - Mobile-Bates Field, - Moline (Quad-City) (en), - Montgomery (Dannelly Field), - Montréal (P.-E.-Trudeau), - Myrtle Beach, - Nashville, - New Bern (Craven County) (en), - Newport News/Williamsburg (en), - Norfolk, - North Eleuthera (en), - Oklahoma City (Will Rogers-World), - Omaha-Eppley, - Pensacola, - Greater Peoria (en), - Pittsburgh, - Plages du nord-ouest de la Floride, - Providence-T. F. Green, - Richmond-Byrd Field, - Roanoke–Blacksburg (en), - Rochester (État de New York), - Salisbury (Wicomico County) (en), - Sarasota-Bradenton, - Savannah, - Aérodrome de Shreveport (en), - South Bend (Indiana) (en), - Springfield–Branson (en), - Syracuse-Hancock, - Tallahassee, - Toronto (Pearson), - Trois-Cités (en), - Tulsa (en), - Washington-Dulles, - Washington-Reagan, - Comté de Westchester, - Wilmington (en) En saison : - Détroit, - Grand Bahama-Freeport, - Marsh Harbour, - Martha's Vineyard (en), - Nantucket Memorial (en), - Québec (Jean-Lesage), - Traverse City-Cherry Capital | [ 2 ]  |
| Contour Airlines     | - Beckley, - Benedum (en), - Greenbrier (Lewisburg), - Nord-est de l'Alabama (en), - Paducah (Barkley) (en), - Staunto (Shenandoah Valley) | [ 3 ]  |
| Delta Air Lines      | Atlanta H.-Jackson, Détroit, Minneapolis-Saint-Paul, Salt Lake City | [ 4 ]  |
| Delta Connection     | Boston Logan, New York-John F. Kennedy, New York-LaGuardia | " "    |
| Frontier Airlines    | - Baltimore-T. Marshall, - Boston Logan, - Buffalo-Niagara, - Chicago-O'Hare, - Cincinnati-Northern Kentucky, - Dallas-Fort Worth, - Denver, - Houston-George Bush, - Miami, - New York-LaGuardia, - Orlando, - Philadelphie, - San Juan - Luis-Muñoz-Marín, - Trenton (comté de Mercer) En saison : Cleveland-Hopkins | "      |
| JetBlue              | Boston Logan | [ 6 ]  |
| Lufthansa            | Munich-F. J. Strauß | [ 7 ]  |
| Southwest Airlines   | - Baltimore-T. Marshall, - Chicago-Midway, - Dallas-Love Field, - Denver, - Houston-W. P. Hobby, - Lambert-Saint Louis, - Nashville | [ 8 ]  |
| Spirit Airlines      | - Boston Logan, - Chicago-O'Hare, - Dallas-Fort Worth, - Fort Lauderdale-Hollywood, - Houston-George Bush, - Las Vegas-Harry-Reid, - Los Angeles, - Miami, - Newark-Liberty, - New York-LaGuardia, - Orlando, - Tampa | [ 9 ]  |
| Sun Country Airlines | En saison : Minneapolis-Saint-Paul | [ 10 ] |
| United Airlines      | Chicago-O'Hare, Denver, Houston-George Bush, Newark-Liberty, Washington-Dulles |        |
| United Express       | Houston-George Bush, Newark-Liberty, Washington-Dulles En saison : Chicago-O'Hare | [ 11 ] |
| Volaris              | Guadalajara-M. Hidalgo y Costilla | [ 12 ] |

Édité le 15/06/2024

## Projets

### Construction d'une quatrième piste
La planification est en cours pour la construction d'une quatrième piste parallèle entre les pistes existantes 18R / 36L et 18C / 36C. La piste, qui devrait coûter 422 millions de dollars, devrait mesurer 10 000 pieds de long.  Auparavant, une piste de 12 000 pieds avait été prévue; cependant, l'aéroport a inversé le cap en raison de considérations pratiques et financières. 

### Agrandissements de terminaux existants
Les futurs agrandissements de terminaux inclus dans le cadre de Destination CLT comprennent la phase II de l'agrandissement du hall A, la phase VIII de l'agrandissement du hall E et les agrandissements des halls B et C. Ces agrandissements devraient coûter environ 1,1 milliard de dollars et ne devraient pas être terminés. jusqu'en 2026. 8 à 10 portes devraient être ajoutées au hall B, 10 à 12 portes au hall C et 10 portes dans l'agrandissement du hall A plus au nord. La phase VIII de l'agrandissement du hall E ajoutera 34 000 pieds carrés de salle d'attente au hall. Cette phase de l'expansion accueille des portes déjà en fonctionnement; cependant, les passagers doivent marcher sous des auvents temporaires pour accéder à l'avion stationné à ces portes. 

### Construction d'un train léger sur rail
La construction de la CATS LYNX Silver Line , qui devrait être achevée en 2030, apportera un service de train léger sur rail à l'aéroport. L'aéroport prévoit de construire un déménageur automatisé pour connecter le terminal à la station de train léger sur rail, qui sera situé dans le district de destination de l'aéroport, juste au nord du terminal. 

## Accidents
- Le 11 septembre 1974, le vol 212 d'Eastern Airlines s'écrase lors de son approche finale.
- Le 19 janvier 1988, un vol cargo a touché le sol 1,6 km de l'aéroport, le pilote a été tué.
- Le 2 juillet 1994, le vol 1016 USAir s'est écrasé lors de son approche.
- Le 8 janvier 2003, le Vol 5481 Air Midwest, un Beechcraft 1900D, s'écrase peu après le décollage à cause d'une surcharge des bagages et passagers, et d'une erreur lors de la maintenance : les 21 personnes à bord sont tuées.